# 대한민국 대통령 목록
대한민국 대통령은 대한민국의 국가원수이자 대한민국 행정부 수반이며 대한민국 국군의 통수권자이다. 1948년 대한민국 정부 수립 이후 14명의 인물이 총 21대 임기 동안 대통령직을 수행했다. 제9차 개헌 이후의 현행 헌법에 따라 대통령의 임기는 5년이며 중임할 수 없다. 그러나 제9차 개헌 이전의 여러 헌법에서는 대통령의 임기가 고정되지 있지 않아 제6공화국 이전의 대통령 임기는 일정하지 않았으며, 그로 인해 대통령직을 수행한 개인과 대통령 임기의 대수가 불일치하게 되었다.
1979년 12월 대통령으로 취임하고 12·12 군사 반란 이후 1980년 8월 직위를 사임한 최규하가 255일의 임기를 지내 대한민국 역사상 가장 짧은 대통령 임기를 가졌으며, 박정희는 5·16 군사정변 이후 1963년부터 1979년까지 총 5,793일, 15년이 넘는 가장 긴 대통령 임기를 지냈다. 이에 더불어 윤보선의 사임 이후 박정희는 633일 동안 대통령 권한대행을 지내 가장 긴 기간 동안 권한대행 체제를 유지했으며, 백낙준은 1960년 8월 8일부터 8월 12일까지 단 5일 간의 가장 짧은 대통령 권한대행 체제 기간을 유지했다.
이승만, 윤보선, 최규하는 대통령 임기 도중 사임했고, 박정희는 대한민국의 대통령 중 유일하게 임기 도중 암살당했다. 임기 도중 탄핵된 대통령은 박근혜, 윤석열이며, 노무현도 노무현 대통령 탄핵소추안이 발의되어 탄핵소추를 겪었지만, 헌법재판소에 의해 기각되었다. 1960년 4월 허정 외무부장관은 대한민국 역사상 처음으로 이승만의 사임 이후 대통령 권한대행으로 임명되며 대통령의 권한을 대행하는 최초의 선례를 세웠다.
현재 대한민국의 대통령은 제21대 대통령 선거에서 승리하여 2025년 6월 4일 취임한 이재명이다.

## 대통령 목록
| 대                                                                        | 초상 이름 (생몰년)                                                        | 임기 | 선거 / 득표율                                                             | 정부                                                                      | 정당                                                                         | 정당                                                                      |                                                                           |
| 안재홍 남조선과도정부수반 임시 권한대행 (1948년 5월 30일~1948년 7월 23일) | 안재홍 남조선과도정부수반 임시 권한대행 (1948년 5월 30일~1948년 7월 23일) | 안재홍 남조선과도정부수반 임시 권한대행 (1948년 5월 30일~1948년 7월 23일) | 안재홍 남조선과도정부수반 임시 권한대행 (1948년 5월 30일~1948년 7월 23일) | 안재홍 남조선과도정부수반 임시 권한대행 (1948년 5월 30일~1948년 7월 23일) | 안재홍 남조선과도정부수반 임시 권한대행 (1948년 5월 30일~1948년 7월 23일)    | 안재홍 남조선과도정부수반 임시 권한대행 (1948년 5월 30일~1948년 7월 23일) | 안재홍 남조선과도정부수반 임시 권한대행 (1948년 5월 30일~1948년 7월 23일) |
| ------------------------------------------------------------------------- | ------------------------------------------------------------------------- | --- | ------------------------------------------------------------------------- | ------------------------------------------------------------------------- | ---------------------------------------------------------------------------- | ------------------------------------------------------------------------- | ------------------------------------------------------------------------- |
| 1                                                                         | 이승만 (1875~1965)                                                        | 1948년 7월 24일~1952년 8월 14일 | 1948 간선 91.84%                                                          | 이승만 정부                                                               | 대한독립촉성국민회(1948~1951) 자유당(1951~1960)                              |                                                                           |                                                                           |
| 2                                                                         | 이승만 (1875~1965)                                                        | 1952년 8월 15일~1956년 8월 14일 | 1952 직선 74.61%                                                          | 이승만 정부                                                               | 대한독립촉성국민회(1948~1951) 자유당(1951~1960)                              |                                                                           |                                                                           |
| 3                                                                         | 이승만 (1875~1965)                                                        | 1956년 8월 15일~1960년 4월 27일 | 1956 직선 69.98%                                                          | 이승만 정부                                                               | 대한독립촉성국민회(1948~1951) 자유당(1951~1960)                              |                                                                           |                                                                           |
| 3                                                                         | 이승만 (1875~1965)                                                        | 허정 과도내각수반 권한대행 (1960년 4월 27일~1960년 6월 15일) 곽상훈 민의원의장 권한대행 (1960년 6월 16일~1960년 6월 23일)                                                                |                                                                           |                                                                           |                                                                              |                                                                           |                                                                           |
| 허정 국무총리 권한대행 (1960년 6월 23일~1960년 8월 8일)                   |                                                                           | |                                                                           |                                                                           |                                                                              |                                                                           |                                                                           |
| 백낙준 참의원의장 권한대행 (1960년 8월 8일~1960년 8월 12일)               |                                                                           | |                                                                           |                                                                           |                                                                              |                                                                           |                                                                           |
| 4                                                                         | 윤보선 (1897~1990)                                                        | 1960년 8월 12일~1962년 3월 22일 | 1960 간선 79.09%                                                          | 윤보선 정부                                                               | 무소속(1960~1962)                                                            |                                                                           |                                                                           |
| 4                                                                         | 윤보선 (1897~1990)                                                        | 박정희 국가재건최고회의 의장 권한대행 (1962년 3월 22일~1963년 12월 16일) |                                                                           |                                                                           |                                                                              |                                                                           |                                                                           |
| 5                                                                         | 박정희 (1917~1979)                                                        | 1963년 12월 17일~1967년 6월 30일 | 1963 직선 46.64%                                                          | 박정희 정부                                                               | 민주공화당(1963~1979)                                                        |                                                                           |                                                                           |
| 6                                                                         | 박정희 (1917~1979)                                                        | 1967년 7월 1일~1971년 6월 30일 | 1967 직선 51.44%                                                          | 박정희 정부                                                               | 민주공화당(1963~1979)                                                        |                                                                           |                                                                           |
| 7                                                                         | 박정희 (1917~1979)                                                        | 1971년 7월 1일~1972년 12월 26일 | 1971 직선 53.19%                                                          | 박정희 정부                                                               | 민주공화당(1963~1979)                                                        |                                                                           |                                                                           |
| 8                                                                         | 박정희 (1917~1979)                                                        | 1972년 12월 27일~1978년 12월 26일 | 1972 간선 99.92%                                                          | 박정희 정부                                                               | 민주공화당(1963~1979)                                                        |                                                                           |                                                                           |
| 9                                                                         | 박정희 (1917~1979)                                                        | 1978년 12월 27일~1979년 10월 26일 | 1978 간선 99.85%                                                          | 박정희 정부                                                               | 민주공화당(1963~1979)                                                        |                                                                           |                                                                           |
| 9                                                                         | 박정희 (1917~1979)                                                        | 최규하 국무총리 권한대행 (1979년 10월 26일~1979년 12월 6일) |                                                                           |                                                                           |                                                                              |                                                                           |                                                                           |
| 10                                                                        | 최규하 (1919~2006)                                                        | 1979년 12월 6일~1980년 8월 16일 | 1979 간선 96.29%                                                          | 최규하 정부                                                               | 무소속(1979~1980)                                                            |                                                                           |                                                                           |
| 10                                                                        | 최규하 (1919~2006)                                                        | 박충훈 국무총리 서리 권한대행 (1980년 8월 16일~1980년 8월 27일) |                                                                           |                                                                           |                                                                              |                                                                           |                                                                           |
| 11                                                                        | 전두환 (1931~2021)                                                        | 1980년 8월 27일~1981년 2월 24일 | 1980 간선 99.37%                                                          | 전두환 정부                                                               | 무소속(1980~1981) 민주정의당(1981~1988)                                      |                                                                           |                                                                           |
| 12                                                                        | 전두환 (1931~2021)                                                        | 1981년 2월 25일~1988년 2월 24일 | 1981 간선 90.11%                                                          | 전두환 정부                                                               | 무소속(1980~1981) 민주정의당(1981~1988)                                      |                                                                           |                                                                           |
| 13                                                                        | 노태우 (1932~2021)                                                        | 1988년 2월 25일~1993년 2월 24일 | 1987 직선 36.64%                                                          | 노태우 정부                                                               | 민주정의당(1988~1990) 민주자유당(1990~1992) 무소속(1992~1993)                |                                                                           |                                                                           |
| 14                                                                        | 김영삼 (1929~2015)                                                        | 1993년 2월 25일~1998년 2월 24일 | 1992 직선 41.96%                                                          | 김영삼 정부                                                               | 민주자유당(1993~1995) 신한국당(1995~1997) 무소속(1997~1998)                  |                                                                           |                                                                           |
| 15                                                                        | 김대중 (1924~2009)                                                        | 1998년 2월 25일~2003년 2월 24일 | 1997 직선 40.27%                                                          | 김대중 정부                                                               | 새정치국민회의(1998~2000) 새천년민주당(2000~2002) 무소속(2002~2003)          |                                                                           |                                                                           |
| 16                                                                        | 노무현 (1946~2009)                                                        | 2003년 2월 25일~2008년 2월 24일 | 2002 직선 48.91%                                                          | 노무현 정부                                                               | 새천년민주당(2003) 무소속(2003~2004) 열린우리당(2004~2007) 무소속(2007~2008) |                                                                           |                                                                           |
| 16                                                                        | 노무현 (1946~2009)                                                        | 고건 국무총리 권한대행 (2004년 3월 12일~2004년 5월 14일) |                                                                           |                                                                           |                                                                              |                                                                           |                                                                           |
| 17                                                                        | 이명박 (b. 1941)                                                          | 2008년 2월 25일~2013년 2월 24일 | 2007 직선 48.67%                                                          | 이명박 정부                                                               | 한나라당(2008~2012) 새누리당(2012~2013)                                      |                                                                           |                                                                           |
| 18                                                                        | 박근혜 (b. 1952)                                                          | 2013년 2월 25일~2017년 3월 10일 | 2012 직선 51.55%                                                          | 박근혜 정부                                                               | 새누리당(2013~2017) 자유한국당(2017)                                         |                                                                           |                                                                           |
| 18                                                                        | 박근혜 (b. 1952)                                                          | 황교안 국무총리 권한대행 (2016년 12월 9일~2017년 3월 9일) |                                                                           |                                                                           |                                                                              |                                                                           |                                                                           |
| 황교안 국무총리 권한대행 (2017년 3월 10일~2017년 5월 9일)                 |                                                                           | |                                                                           |                                                                           |                                                                              |                                                                           |                                                                           |
| 19                                                                        | 문재인 (b. 1953)                                                          | 2017년 5월 10일~2022년 5월 9일 | 2017 직선 41.08%                                                          | 문재인 정부                                                               | 더불어민주당(2017~2022)                                                      |                                                                           |                                                                           |
| 20                                                                        | 윤석열 (b. 1960)                                                          | 2022년 5월 10일~2025년 4월 4일 | 2022 직선 48.56%                                                          | 윤석열 정부                                                               | 국민의힘(2022~2025)                                                          |                                                                           |                                                                           |
| 20                                                                        | 윤석열 (b. 1960)                                                          | 한덕수 국무총리 권한대행 (2024년 12월 14일~2024년 12월 27일) 최상목 기획재정부장관 권한대행 (2024년 12월 27일~2025년 3월 24일) 한덕수 국무총리 권한대행 (2025년 3월 24일~2025년 5월 1일) |                                                                           |                                                                           |                                                                              |                                                                           |                                                                           |
| 이주호 교육부장관 권한대행 (2025년 5월 2일~2025년 6월 4일)                |                                                                           | |                                                                           |                                                                           |                                                                              |                                                                           |                                                                           |
| 21                                                                        | 이재명 (b. 1963)                                                          | 2025년 6월 4일~수행 중 | 2025 직선 49.42%                                                          | 이재명 정부                                                               | 더불어민주당(2025~)                                                          |                                                                           |                                                                           |

## 같이 보기
- 대한민국의 부통령#역대 부통령 목록
- 대한민국의 국무총리#역대 국무총리
- 대한민국 임시정부 수반 목록
- 대한민국의 대통령 선거
- 대한민국 대통령 선거 결과 목록

### 내용주
1. ↑  여기서 말하는 "대수"는 선거가 치뤄져 구분된 대통령직의 수를 말한다. 예를 들어, 이승만은 1948년부터 1960년까지 연속적인 대통령직 임기를 수행했지만, 1948년, 1952년, 1956년에 각각 선거를 치뤄 3번의 임기를 가졌으므로 "1대 대통령"이 아닌 "1대, 2대, 3대 대통령"으로 간주된다.
2. ↑  이승만은 3·15 부정선거에 반대하는 4·19 혁명 도중의 유혈사태에 책임을 지고 국회에 사임서를 제출하여 사임했다.[7][8][9]
3. ↑  윤보선이 대통령으로 선출되었을 당시 그는 본래 민주당 소속이었으나, 제2공화국 헌법에 따라 대통령은 당에 속할 수 없었기에 취임 직전 탈당했다.[12]
4. 1 2  박정희는 1979년 10·26 사건으로 김재규에 의해 암살되었으며,[14] 이로 인해 당시 국무총리였던 최규하가 대통령 권한대행을 맡았다.
5. 1 2  노무현은 2004년 3월 12일 노무현 대통령 탄핵소추 및 심판으로 인해 64일 간 직무가 정지되었지만, 5월 14일 헌법재판소가 탄핵소추안을 기각하면서 직무에 복귀했다.[22][2]
6. 1 2 3  2016년 헌법에 위배되는 박근혜-최순실 게이트, 비선실세 의혹, 대기업 뇌물 의혹 등을 사유로 박근혜에 대한 탄핵소추안이 국회에서 가결되었고, 대통령 권한이 정지되어 황교안 국무총리가 권한대행을 맡았다.[27] 결과적으로 2017년 3월 10일 박근혜는 헌법재판소에 의해 전원일치로 대통령직에서 파면되었다.[28][29]
7. ↑  문재인은 박근혜의 탄핵 이후 헌법에 따라[1] 치러진 조기 대선에서 승리하여 당선되었으며, 대선이 종료되고 선거관리위원회의 당선인 결정안 의결 이후 5월 10일 즉시 취임했다.[31]
8. 1 2 3 4 5  2024년 대한민국 비상계엄에서 위헌적 사유들로 인해 국회에서 윤석열에 대한 탄핵소추안이 2024년 12월 14일 가결되어 윤석열의 대통령 직무가 정지되어 한덕수 국무총리가 권한대행을 맡았다.[33] 이후 한덕수에 대한 탄핵소추가 국회에서 가결되며 한덕수의 국무총리 직무가 정지되었고, 이로 인해 권한대행 2순위인 기획재정부 장관 최상목이 권한대행을 이어받았다.[34] 3월 24일 국무총리 탄핵심판이 기각되면서 한덕수가 대통령 권한대행으로 복귀했지만,[35] 5월 1일에 한덕수 국무총리와 최상목 경제부총리가 사임하여 5월 2일부터 6월 4일까지 교육부 장관 이주호가 권한대행을 수행했다.[36] 6월 3일 제21대 대통령 선거에서 더불어민주당의 이재명 후보가 승리하여 다음 날인 6월 4일 곧바로 대통령으로 취임하면서 6개월 동안의 권한대행 체제가 끝났다.[37]
9. ↑  이재명은 윤석열의 탄핵 이후 헌법에 따라[1] 치러진 조기 대선에서 승리하여 당선되었으며, 대선이 종료되고 선거관리위원회의 당선인 결정안 의결 이후 6월 4일 즉시 취임했다.[37]

### 참조주
1. 1 2 3  국가법령정보센터 (1987).
2. 1 2  국가법령정보센터 (2004).
3. 1 2  김상웅 (1994).
4. 1 2  중앙일보 후보자 정보 (이재명).
5. ↑  중앙선거관리위원회 역대선거 실시상황.
6. ↑  대통령기록관 (이승만).
7. ↑  이승만 (사임서).
8. ↑  조선일보 (2010).
9. ↑  허정 (1979).
10. 1 2 3  김용욱 (2004).
11. ↑  대통령기록관 (윤보선).
12. ↑  대통령 취임식 (윤보선).
13. ↑  대통령기록관 (박정희).
14. ↑  탁양현 (2020).
15. ↑  대통령기록관 (최규하).
16. ↑  한국민족문화대백과사전 (박충훈).
17. ↑  대통령기록관 (전두환).
18. ↑  대통령기록관 (노태우).
19. ↑  대통령기록관 (김영삼).
20. ↑  대통령기록관 (김대중).
21. ↑  대통령기록관 (노무현).
22. ↑  김상철 (2013).
23. ↑  KBS 뉴스 (2004).
24. ↑  대통령기록관 (이명박).
25. ↑  연합뉴스 (2012).
26. ↑  대통령기록관 (박근혜).
27. ↑  의안정보시스템 (2016).
28. ↑  국가법령정보센터 (2017).
29. ↑  연합뉴스 (2017).
30. ↑  대통령기록관 (문재인).
31. ↑  KBS 뉴스 (2017).
32. ↑  중앙일보 후보자 정보 (윤석열).
33. ↑  의안정보시스템 (2024-1).
34. ↑  의안정보시스템 (2024-2).
35. ↑  MBC (2025).
36. ↑  연합뉴스 (2025).
37. 1 2  경기일보 (2025).

## 참고 문헌

### 대통령기록관 약력
- “이승만”. 대통령기록관. 2024년 9월 5일에 확인함.
- “윤보선”. 대통령기록관. 2024년 9월 5일에 확인함.
- “박정희”. 대통령기록관. 2024년 9월 5일에 확인함.
- “최규하”. 대통령기록관. 2024년 9월 5일에 확인함.
- “전두환”. 대통령기록관. 2024년 9월 5일에 확인함.
- “노태우”. 대통령기록관. 2024년 9월 5일에 확인함.
- “김영삼”. 대통령기록관. 2024년 9월 5일에 확인함.
- “김대중”. 대통령기록관. 2024년 9월 5일에 확인함.
- “노무현”. 대통령기록관. 2024년 9월 5일에 확인함.
- “이명박”. 대통령기록관. 2024년 9월 5일에 확인함.
- “박근혜”. 대통령기록관. 2024년 9월 5일에 확인함.
- “문재인”. 대통령기록관. 2024년 9월 5일에 확인함.

### 공식 자료
- “역대선거 실시상황”. 중앙선거관리위원회. 2024년 9월 7일에 확인함.
- “사임서 송부에 관한 건(대통령 이승만)”. 대통령기록관. 1960년 2월 1일. 2024년 9월 7일에 확인함.
- “윤보선 취임식”. 대통령기록관. 2024년 9월 7일에 확인함.
- “대한민국헌법 / 헌법 제10호”. 국가법령정보센터. 1987년 10월 29일. 2024년 9월 7일에 확인함.
- “대통령(노무현) 탄핵”. 국가법령정보센터. 2004년 5월 14일. 2024년 9월 7일에 확인함.
- “[2004092] 대통령(박근혜)탄핵소추안(노회찬의원ㆍ우상호의원ㆍ박지원의원 등 171인)”. 의안정보시스템. 2016년 12월 3일. 2024년 9월 7일에 확인함.
- “대통령(박근혜) 탄핵”. 국가법령정보센터. 2017년 3월 10일. 2024년 9월 7일에 확인함.
- “[2206448] 대통령(윤석열) 탄핵소추안(박찬대의원ㆍ황운하의원ㆍ천하람의원ㆍ윤종오의원ㆍ용혜인의원ㆍ한창민의원 등 190인)”. 의안정보시스템. 2024년 12월 14일. 2024년 12월 14일에 확인함.
- “[2206961] 국무총리(한덕수) 탄핵소추안(박성준의원 등 170인)”. 의안정보시스템. 2024년 12월 27일. 2024년 12월 27일에 확인함.

### 뉴스 자료
- 김일주 (2010년 4월 26일). “[편집자에게] '건국 대통령'을 다시 역사 속으로”. 조선일보. 2024년 9월 7일에 확인함.
- “총리실, '국민에게 죄송.흔들림 없이 국정수행'”. KBS 뉴스. 2004년 3월 12일. 2024년 9월 7일에 확인함.
- 서명곤 (2012년 2월 13일). “새누리, 당명ㆍ정강정책 확정..`박근혜당' 완성”. 연합뉴스. 2024년 9월 7일에 확인함.
- 김태종; 양영석 (2017년 3월 10일). “헌재, 박근혜 대통령 파면…재판관 전원일치, 헌정 첫 사례(4보)”. 연합뉴스. 2024년 9월 7일에 확인함.
- 송수진 (2017년 5월 10일). “19대 대선 개표 종료…문재인 41.1% 득표로 당선 확정”. KBS 뉴스. 2024년 9월 8일에 확인함.
- “윤석열/후보자정보/대선2022”. 중앙일보. 2024년 9월 5일에 확인함.
- “한덕수 탄핵 기각‥"재판관 미임명은 위헌, 파면할 잘못은 아냐"”. MBC. 2025년 3월 24일. 2025년 3월 25일에 확인함.
- 노선웅; 김기웅 (2025년 4월 4일). “헌재, 만장일치로 尹파면 …"국민 신임 배반, 헌법수호 책무 저버려"(종합)”. news1. 2025년 4월 4일에 확인함.
- 홍국기 (2025년 5월 2일). “韓대행 이어 최상목 사퇴…초유의 사회부총리 이주호 대행 체제(종합)”. 연합뉴스. 2025년 5월 3일에 확인함.
- “대선2025/더불어민주당 이재명”. 중앙일보. 2025년 6월 3일. 2025년 6월 4일에 확인함.
- “[속보] 이재명 대통령, 4일 오전 6시 21분 임기 개시”. 경기일보. 2025년 6월 4일. 2025년 6월 4일에 확인함.

### 그 외 자료
- 허정(許政) (1979). 《내일을 위한 증언(내일을 위한 證言)》. 샘터사. 218쪽.
- 김상웅 (1994). 《한권으로 보는 해방후 정치사 100장면》. 가람기획. 29쪽.
- 김용욱 (2004). 《한국정치론: 조선 왕조에서 대한민국까지 체제 변동 과정》. 오름. 454쪽.
- 윤정란. 〈박충훈 (朴忠勳)〉. 《한국민족문화대백과사전》. 2024년 9월 8일에 확인함.
- 탁양현 (2020년 1월 31일). 《박근혜 문재인 기득권 국제정치》. e퍼플. ISBN 979-11-6347-934-5.
- 김상철 (2013년 3월 11일). “탄핵, 그 야만의 기록”. 노무현사료관. 2024년 9월 7일에 확인함.